# Apristurus herklotsi
Apristurus herklotsi – gatunek ryby chrzęstnoszkieletowej z rodziny Pentanchidae, występujący w zachodnim Oceanie Spokojnym u wybrzeży Wysp Japońskich, Filipin, w Morzu Wschodniochińskim, Morzu Południowochińskim oraz na obszarze Grzbietu Kiusiu-Palau na głębokości około 533–864 metrów. Dorosłe osobniki osiągają 31–48 cm długości. Podobnie jak inne Pentanchidae jest jajorodny.